# Новошино (Лотошинский район)
Новошино́ — деревня в Лотошинском районе Московской области России.
Относится к городскому поселению Лотошино, до реформы 2006 года относилась к Кировскому сельскому округу. Население — 79 чел. (2010).

## География
Расположена в восточной части городского поселения, на правом берегу реки Лоби, восточнее районного центра — посёлка городского типа Лотошино, рядом с ответвлением автодороги Р107 Клин — Лотошино. Ближайшие населённые пункты — деревня Турово и посёлок Лотошино. В деревне 1 улица — Покровская. Автобусное сообщение с райцентром.

## Исторические сведения
В «Списке населённых мест» 1862 года Новошино — казённая деревня 2-го стана Волоколамского уезда Московской губернии по правую сторону Старицкого тракта (от села Ярополча), при реке Лоби, в 28 верстах от уездного города, с 60 дворами и 418 жителями (205 мужчин, 213 женщин).
В 1890 году в деревне было земское училище, а число душ мужского пола составляло 207 человек.
До 1919 года входила в состав Кульпинской волости. Постановлением НКВД от 19 марта 1919 года была передана в образованную Лотошинскую волость.
По материалам Всесоюзной переписи населения 1926 года проживало 503 человека, насчитывалось 101 хозяйство, имелась школа, располагался сельсовет.
С 1929 года — населённый пункт в составе Лотошинского района Московской области.

## Население
| 1852 | 1859 | 1926 | 2002 | 2006 | 2010 |
| ---- | ---- | ---- | ---- | ---- | ---- |
| 429  | ↘418 | ↗503 | ↘44  | ↗54  | ↗79  |